# دياني باتريك
دياني باتريك (بالإنجليزية: Diane Patrick )‏ (و. 1946 – م) هي سياسية، من الولايات المتحدة الأمريكية، الحزب الجمهوري.

## مناصب
تولت منصب عضو مجلس النواب تكساس.

## التعليم
درست دياني باتريك مدرسة لونغفيو الثانوية في لونغفيو في شرق تكساس. في عام 1966، حصلت على درجة البكالوريوس في الآداب في التعليم المهني من جامعة بايلور التابعة للمعمدانية الجنوبية في واكو، تكساس. وهي حاصلة أيضا على درجة الماجستير في الآداب (1969) ودكتوراه في الفلسفة (1999) من جامعة شمال تكساس في دينتون. وهي أستاذة سابقة في جامعة تكساس المسيحية في فورت وورث وفي ألما ماتر، أوت-أرلينغتون.